# Uszinszk
Uszinszk (oroszul: Усинск) város Oroszországban, Komiföldön. Egyike az kőolajbányászatra alapított jelentős városoknak. Neve a folyónévből származik.
Lakossága: 40 827 fő (a 2010. évi népszámláláskor).

## Fekvése
Komiföld északkeleti részén, Sziktivkartól 757 km-re északkeletre, az Urál előhegyeihez közel fekszik, az északi sarkkörtől 90 km-re délre. Az Usza (a Pecsora mellékfolyója) torkolatától keletre, a folyó jobb oldali partja közelében a  helyezkedik el. 
A Komiföldet átszelő Kotlasz–Vorkuta vasúti fővonal Szinya állomásáról kiinduló vasúti szárnyvonal végpontja. 

## Története
Hosszan tartó geológiai, geodéziai kutatómunka után a mai Uszinszk vidékén, a Kolva alsó folyásánál lemélyített fúrásból 1962 őszén olaj tört fel. További részletes feltáró munka után 1969-ben döntés született a tyiman–pecsorai hatalmas olajkészletek kiaknázásáról.
A települést 1966-ban alapították. Eredetileg az Usza partján készültek felépíteni, de végül a parttól néhány km-re fekvő, az áradástól biztonságosabbnak tartott, nyáron mocsárral borított területet választották. A munka 1970 tavaszán faházak építésével kezdődött. Öt évvel később adták át rendeltetésének az első négyemeletes panelépületet. Az Uszinszki járás megalapításakor a települést járási székhellyé, 1984-ben pedig várossá nyilvánították. 

## Népesség
- 1979-ben 19 513 lakosa volt.
- 1989-ben 47 219 lakosa volt.
- 2002-ben 45 358 lakosa volt, melynek 60,5%-a orosz, 11,5%-a ukrán, 8%-a tatár, 5,6%-a komi, 2,8%-a baskír.
- 2010-ben 41 100 lakosa volt, melynek 65,8%-a orosz, 8,4%-a ukrán, 7,8%-a tatár, 5,7%-a komi, 2,7%-a baskír.

## Gazdasága
A térségben három óriás- és több kisebb vállalat folytat olajkitermelést. További vállalatok geológiai feltáró munkával, a kitermelt kőolaj elszállításával, a fúrótornyok és az olajbányászat számára nyújtott különféle szolgáltatással foglalkoznak. A város közelében, a Kolva bal partján olajfinomító épült. Az ország legészakibb fekvésű olajfinomítóját 2011 nyarán helyezték üzembe.

## Közlekedés
A Szinyából kiépített szárnyvonal révén a településnek vasúti összeköttetése van Komiföld és az ország távoli városaival. A vasút építését 1974-ben kezdték meg, az Uszán (a város mellett) átívelő 1305 m hosszú vasúti hidat 1979-ben adták át a forgalomnak.
Távolsági autóút azonban nem épült, kiépített közutak csak a környék falvaihoz és az olajfúró objektumokhoz vezetnek. A falvakba menetrendszerű autóbuszjáratok indulnak. A repülőtér 2,5 km hosszú kifutópályája harmad- és negyedosztályú repülőgépek fogadására/indítására alkalmas; 2014-re tervezték korszerűsítését. 

## Oktatás, kultúra
1998 óta a városban működik az Uhtai Állami Műszaki Egyetem fiókintézménye, ahol az olajágazati vállalatok számára képeznek szakembereket, közgazdászokat, programozó-mérnököket. 
A városnak központi kiállítóterme, nemzetiségi kulturális központja és központi kultúrháza van. Utóbbiban kapott helyet a városi helytörténeti múzeum is. A sportolási lehetőségek között fedett uszodája és szintén fedett jégkorongcsarnoka említhető.